# Wilhelm Grabow
Carl Friedrich Wilhelm Grabow, född 15 april 1802 i Prenzlau, död där 15 april 1874, var en preussisk politiker.
Grabow blev 1838 överborgmästare i Prenzlau, varefter han ägnade sig nästan uteslutande åt  kommunala och politiska angelägenheter. År 1847 blev han medlem av den första "förenade lantdagen" och 1848 av nationalförsamlingen, i vilken han anslöt sig till högra centern och blev församlingens president. Efter vänsterns seger i oktober samma år avsade han sig detta uppdrag och lämnade kort därefter även kammaren. År 1849 fick han plats i deputeradekammaren och blev dess president. Då den alltför radikala kammaren upplöstes och en ny vallag utfärdades, protesterade Grabow mot regeringens egenmäktiga förfaringssätt och anslöt sig till oppositionen, vilken han allt framgent tillhörde. Åren 1859–61 var han kammarens vicepresident samt valdes 1862 och följande åren till dess president. År 1866 drog Grabow sig tillbaka från det politiska livet. År 1875 restes en minnesvård över honom i Prenzlau.